# Marie Louise Eulalie Sioc'han de Kersabiec
Marie Louise Eulalie Sioc'han de Kersabiec, née le 24 mai 1802 à Nantes où elle est décédée le 19 septembre 1848, est la dame de compagnie de la duchesse de Berry, qu'elle accompagne dans l'équipée de 1832.

## Biographie
Eulalie est la fille du vicomte Jean-Marie-Angélique Sioc'han de Kersabiec, officier de cavalerie au régiment de Bretagne qui émigra en 1791, rejoignit un temps l'armée des princes et entra au service d'Autriche puis poursuivit sa carrière militaire sous la Restauration, et de Marie Madeleine de Biré. Elle est la nièce de Jean-Augustin Sioc'han de Kersabiec.
Elle passe sa jeunesse au Couvent de la Visitation de Nantes, avant de rejoindre son père à Mende en 1827, puis de revenir en Loire-Inférieure.
En 1832, lorsque la duchesse de Berry lance son équipée pour faire valoir les droits de son fils Henri à la place de Louis-Philippe Ier, elle demande à avoir une dame pour accompagner. Charette lui propose Eulalie, sa sœur Stylite étant trop connue pour sortir de Nantes. Eulalie accepte l'ordre, prend des leçons d'équitation et la rejoint. Sous le surnom de "Petit Paul", elle accompagne la duchesse, qui se fait appeler "Petit Pierre", durant les six mois de cette folle équipée, avec un grand courage alors qu'elles sont poursuivies par les gendarmes de Louis-Philippe.
Alors que la Loire-Inférieure, le Maine-et-Loire, la Vendée et les Deux-Sèvres sont déclarés en état de siège le 3 juin 1832, Eulalie guide la duchesse dans le bocage nantais : déguisées en paysannes, elles entrent toutes les deux à Nantes le 9 juin 1832. Elles y sont accueillies dans la famille de Kersabiec, très engagée dans le complot,, avant de s'installer dans la maison de Guiny où la duchesse se cachera cinq mois.
Le soulèvement de l'Ouest de la France échoue ; œuvrant pour faire libérer leur père arrêté et condamné, les sœurs Eulalie, Stylite et Céleste de Kersabiec restent aux côtés de la duchesse jusqu'à son arrestation à Nantes le 7 novembre 1832, cachée pendant 15 heures derrière la cheminée de la maison avec Stylite, Mesnard et Guibourd.
Eulalie suit ensuite son père à l'étranger. Dès 1834, elle songe à la vie religieuse, part pour Paris en avril 1836, entre au Sacré-Cœur avant de rentrer à Nantes pour des raisons de santé. Elle se fait transporter au couvent des Dames de Saint-Michel, rue de Gigant, pour mourir dans le cloître en 1848. Elle est enterrée, près de son père et de sa sœur Stylite, à Pont-Saint-Martin.

## Sources
- Prosper Levot, Biographie bretonne, volume 2, 1857